# Red Corner
Pour plus de détails, voir Fiche technique et Distribution.
Red Corner (également connu sous le titre Coin rouge au Québec) est un film américain réalisé par Jon Avnet et sorti en 1997.

## Synopsis
Jack Moore, avocat américain en voyage d'affaires en Chine, se voit accusé, à tort, d'un meurtre.
Sur le point de signer un gros contrat avec la Chine, le brillant avocat Jack Moore (Richard Gere) a tout pour être heureux. Mais tout bascule lorsqu'il est accusé du meurtre de la superbe femme, fille d'un général chinois, avec laquelle il a passé la nuit. 
Arrêté et emprisonné, il est victime d'un système judiciaire où corruption et présomption de culpabilité sont les maîtres-mots. Seul et perdu dans un pays qu'il ne connaît pas, Jack va devoir s'appuyer sur l'aide de son avocate commise d'office (Bai Ling), qui ne semble pas l'apprécier de prime abord.
Mais, durant les investigations, les preuves de son innocence s'accumulent et il pourrait bien être finalement la victime d'un vaste complot. L'avocate va donc défendre son client malgré les menaces et les dangers, lui apportant soutien et complicité dans une affaire où tous deux risquent désormais leurs vies.

## Fiche technique
- Titre original : Red Corner
- Réalisation : Jon Avnet
- Scénario : Robert King
- Production : Jon Avnet, Martin Huberty (coproducteur), Gail Katz (exécutif), Wolfgang Petersen (exécutif)
- Sociétés de production : Metro-Goldwyn-Mayer (MGM)- Avnet/Kerner Productions
- Studio Distribution : Metro-Goldwyn-Mayer (États-Unis)- United International Pictures (France pour le cinéma)
- Musique originale : Thomas Newman
- Directeur de la photographie : Karl Walter Lindenlaub
- Décors : Richard Sylbert
- Costumes : Albert Wolsky
- Effets spéciaux visuels : Digital Domain
- Montage : Peter E. Berger (en)
- Pays d'origine :  États-Unis
- Langues originales : anglais et mandarin
- Format image/son : Couleurs - 35 mm - 1,85:1 - Caméras et objectifs Panavision // DTS | DTS-Stereo | Dolby SR
- Durée : 122 minutes
- Dates de tournage : 17 mars 1997 au 4 juillet 1997
- Lieux de tournage : 
  - Pékin, Chine
  - Park Plaza Hotel - 607 S. Park View Street, Los Angeles, Californie
  - Culver Studios - 9336 W. Washington Blvd., Culver City, Californie
  - Long Beach Airport - 4101 E. Donald Douglas Drive, Long Beach, Californie
- Dates de sortie :
  -  États-Unis : 31 octobre 1997
  -  France : 3 juin 1998

## Distribution
- Richard Gere (VF : Richard Darbois) : Jack Moore
- Bai Ling (VF : Valentine Zhou) : Shen Yuelin
- Bradley Whitford (VF : Patrick Osmond) : Bob Ghery
- Byron Mann (VF : Eric N'Guyen) : Lin Dan
- James Hong (VF : Jim Adhi Limas) : Lin Shou
- Tzi Ma : Li Cheng
- Peter Donat : David McAndrews
- Richard Venture : l'ambassadeur Reed

## Autour du film
Le scénariste Robert King a eu l’idée de ce scénario lors d’un voyage en Italie. Alors qu’il voyageait avec sa sœur, il a vu surgir deux policiers italiens venus arrêter sa sœur… Après quelques explications, il s’agissait d’une erreur d’identité, mais c’est alors qu’il s’est rendu compte que l’on pouvait se sentir complètement dépassé et paniqué lorsque l’on est à la merci d’un système judiciaire étranger.
Durant l’écriture du scénario du film, Robert King a d’abord placé son contexte d’histoire en Russie. Mais devant les nombreux films déjà tournés en Russie, la productrice Rosalie Swedlin insiste auprès de King pour transposer l’histoire en Chine.
À l’époque, la Chine faisait beaucoup parler d’elle en matière de non-respect des droits de l’homme, et les films traitant de ce sujet n’étant pas si nombreux, il semblait donc plus judicieux de se porter vers ce choix.
Le temps de se documenter comme il se doit sur le fonctionnement judiciaire chinois, et le scénario fut écrit.
Richard Gere, bien connu pour ses prises de positions pour la libération et l’indépendance du Tibet annexé par la Chine, fut bien sûr très attiré par l’histoire. À condition que rien de faux ne soit dit sur les Chinois. Tout devait pouvoir être vérifié facilement et corroboré par n’importe quel spécialiste de la Chine. L’exactitude la plus rigoureuse était de mise avec un sujet aussi délicat. 
Richard Gere : « Je travaille en permanence sur les questions chinoises et tibétaines et, s’il y avait quelque chose de faux ou d’inexact, ce serait dangereux pour tous les gens pour qui et avec qui je travaille. »
Cependant, du fait de ses prises de positions, Richard Gere s’est vu refuser tout visa pour la Chine. 
Ce qui fait que le réalisateur Jon Avnet, l’actrice Bai Ling et le coproducteur Martin Huberty sont partis sans Richard Gere pour tourner, sans aucune autorisation, des plans 35 mm de la ville de Pékin nécessaires pour le film. Dans la clandestinité la plus totale, Jon Avnet a rapporté les plans tournés pour les insérer dans les autres scènes du film, tournées elles en studio et sur des plateaux cinéma californiens. 
Les décors sont l’œuvre de Richard Sylbert, qui a fait deux voyages en parallèle de ceux de d’Avnet, afin de repérer et photographier le style architectural pour le recréer en studio.
Les photos (plus de 5000) ont également permis au studio Digital Domain de recréer virtuellement la ville derrière les acteurs à l’écran.
Tout un quartier de Pékin a été reconstruit à l’identique près de l’aéroport de Los Angeles. Des acteurs chinois, expressément venus de Pékin et Shanghai ont fait vivre ce village, agrémenté de milliers d’objets de la vie quotidienne en provenance de Chine, ainsi que 300 bicyclettes, des voitures, jusqu’aux poêles et bouches d’égout, pour encore plus d’authenticité.
Le réalisateur misant tout sur l’authenticité justement, a utilisé un film sorti en contrebande de Chine qui montre une véritable exécution (c’est la vidéo qui est montrée au personnage joué par Gere dans le film).
Durant son séjour à Pékin, Jon Avnet a voulu photographier le tribunal d’instance de la ville. Il a été immédiatement pris à partie par deux militaires armés qui l'ont prié instamment de cesser de prendre des photos et de bien vouloir déguerpir.
Sujet délicat s’il en est, il a été compliqué pour la production de trouver une actrice chinoise qui veuille bien accepter un rôle aussi difficile (l’avocate commise d’office priée de bâcler l’affaire, mais qui va défendre son client accusé à tort) qui met en exergue les défauts du système judiciaire chinois et une corruption quasi impériale.
Bai Ling, l’avocate de Richard Gere dans le film, est une vedette en Chine, que ce soit au théâtre ou à la télé. De plus, elle a été soldate à l’âge de 14 ans au Tibet. Un brin rebelle et courageuse (tout comme son personnage dans le film), Bai Ling a même participé aux manifestations estudiantines de la place Tian'anmen en 1989.
Elle sait donc de quoi elle parle, et au travers du sujet du film, elle a eu le courage de dénoncer plusieurs travers de son pays natal, au risque des représailles du gouvernement chinois, vis-à-vis d'elle ou de sa famille qui vit toujours là-bas. Mais l’actrice considérait alors que c’est un sujet important qui devait être traité à l’écran.
Bai Ling : « On a fait taire beaucoup de personnes en Chine. Il faut aller jusqu’au bout. Pourquoi ne pourrions-nous pas dire la vérité ? De quoi avons-nous peur ? »